# BALLISTIK BOYZ from EXILE TRIBE
BALLISTIK BOYZ from EXILE TRIBE（バリスティック・ボーイズ・フロム・エグザイル・トライブ）は、日本の7人組ダンス&ボーカルグループ。LDH JAPAN所属。レーベルはrhythm zone。

## 略歴
2018年
- 4月23日、DOBERMAN INFINITYとEXILE HIROの共同プロデュースのもと[1]、「VOCAL BATTLE AUDITION 5」のボーカル部門ファイナリストから日髙竜太、加納嘉将、ラップ部門ファイナリストから海沼流星、松井利樹、「GLOBAL JAPAN CHALLENGE」の合格者から深堀未来、奥田力也、砂田将宏の7名で結成[1][2]。グループ名は変幻自在、電光石火的を意味して付けられた[3]。
- 5月12日、FANTASTICSの「夢者修行 FANTASTIC 9」のオープニングアクトにてグループが始動[4]。

2019年
- 3月2日 - 3月31日、「武者修行」を実施。最終日にメジャーデビューの決定を発表[2]。
- 5月22日、アルバム『BALLISTIK BOYZ』でメジャーデビュー。グループ名が、"BALLISTIK BOYZ"から"BALLISTIK BOYZ from EXILE TRIBE"となった[2]。

2022年
- 8月末から2023年2月までの半年間、活動拠点をタイに移した[5]。

## メンバー
※リーダーは決めていない。
- 日髙竜太（ひだか りゅうた、1996年1月11日 - ）ボーカル[7]
  - 宮崎県出身。身長169cm。血液型B型[8]。
  - 高校1年からEXPG宮崎校に通う[8]。VBA4およびVBA5ファイナリスト。
- 加納嘉将（かのう よしゆき[9]、1996年9月10日 - ）ボーカル[7]
  - 宮城県仙台市出身[10]。身長172cm。血液型A型[11]。
  - 大学を中退。2017年4月からEXPG仙台校に通う。VBA5でファイナリストとなり、2018年2月に上京した[12]。
- 海沼流星（かいぬま りゅうせい、1999年6月19日 - ）ラップ[7]
  - 群馬県出身。身長170cm。血液型O型[13]。
  - 中学からダンスを始め、高校からEXPG大宮校に通う[13]。VBA5ファイナリスト。
  - 母親がブラジル人。ポルトガル語が堪能[10]。
- 深堀未来（ふかほり みく、1999年7月1日 - ）ボーカル[7]
  - 東京都出身。血液型O型[8]。
  - 4歳からダンスを始め、2009年からEXPG東京校に通う[14]。GJC合格者[1]。
- 奥田力也（おくだ りきや、1999年10月12日 - ）ラップ[7]
  - 大阪府出身。血液型A型[8]。
  - 小学2年からEXPG大阪校に通う[15]。GJC合格者[1]。
- 松井利樹（まつい りき、2000年3月26日 - ）ラップ[7]
  - 福岡県出身。血液型A型[8]。
  - EXPG福岡校出身[16]。VBA5ファイナリスト。
- 砂田将宏（すなだ まさひろ、2000年5月17日 - ）ボーカル[7]
  - 大阪府出身。身長170cm。血液型A型[17]。
  - 小学1年からEXPG大阪校に通う[17]。GJC合格者[1]。

## 作品
順位はオリコン週間ランキングの最高位

### シングル
|   | 発売日         | タイトル                             | 順位 |
| - | -------------- | ------------------------------------ | ---- |
| 1 | 2019年10月23日 | 44RAIDERS                            | 2位  |
| 2 | 2020年2月12日  | ANTI-HERO'S                          | 14位 |
| 3 | 2021年2月3日   | Animal                               | 10位 |
| 4 | 2021年8月4日   | SUM BABY                             | 3位  |
| 5 | 2022年5月25日  | ラストダンスに BYE BYE               | 6位  |
| 6 | 2023年5月31日  | Ding Ding Dong                       | 3位  |
| 7 | 2023年10月4日  | All I Ever Wanted feat. GULF KANAWUT | 2位  |
| 8 | 2024年5月22日  | HIGHER EX                            | 8位  |
| 9 | 2024年12月4日  | SAY IT                               | 4位  |

### 配信シングル
| 配信日         | タイトル                                  |
| -------------- | ----------------------------------------- |
| 2020年8月10日  | SUMMER HYPE                               |
| 2020年9月4日   | SUMMER HYPE -DJ WATARAI Soca Remix-       |
| 2022年12月9日  | ドラマチックを残したい                    |
| 2023年2月16日  | Drop Dead feat. TRINITY                   |
| 2024年1月28日  | God Mode                                  |
| 2024年3月28日  | Meant to be feat. F.HERO & BOOM BOOM CASH |
| 2024年10月16日 | 7                                         |
| 2025年1月10日  | Get Wild                                  |

### 企画シングル
|   | 発売日        | タイトル                  | 順位 |
| - | ------------- | ------------------------- | ---- |
| 1 | 2021年12月8日 | BALLISTIK BOYZ FROM EXILE | 10位 |

### アルバム
|   | 発売日         | タイトル       | 順位 |
| - | -------------- | -------------- | ---- |
| 1 | 2019年5月22日  | BALLISTIK BOYZ | 1位  |
| 2 | 2021年11月24日 | PASS THE MIC   | 8位  |
| 3 | 2024年2月21日  | Back & Forth   | 4位  |

### ベストアルバム
|   | 発売日        | タイトル  | 順位 |
| - | ------------- | --------- | ---- |
| 1 | 2025年3月26日 | Chapter 1 | 15位 |

### EP
|   | 発売日        | タイトル         | 順位 |
| - | ------------- | ---------------- | ---- |
| 1 | 2025年8月13日 | Stardust Forever | 4位  |

### 配信ライブアルバム
- BALLISTIK BOYZ LIVE 2024 "BBZ EVOLUTION"（2025年2月12日）[22]

### 参加作品
| 発売日         | 曲名                                            | 収録作品 |
| -------------- | ----------------------------------------------- | --- |
| 2019年6月26日  | D.I till Infinity feat. TOMOGEN, BALLISTIK BOYZ | DOBERMAN INFINITY『5IVE』                                                                                                 |
| 2019年7月3日   | Dead or Alive                                   | GENERATIONS, THE RAMPAGE, FANTASTICS, BALLISTIK BOYZ from EXILE TRIBE 『BATTLE OF TOKYO 〜ENTER THE Jr.EXILE〜』          |
| 2019年7月3日   | SHOCK THE WORLD                                 | GENERATIONS, THE RAMPAGE, FANTASTICS, BALLISTIK BOYZ from EXILE TRIBE 『BATTLE OF TOKYO 〜ENTER THE Jr.EXILE〜』          |
| 2019年7月3日   | BREAK DOWN YA WALLS                             | GENERATIONS, THE RAMPAGE, FANTASTICS, BALLISTIK BOYZ from EXILE TRIBE 『BATTLE OF TOKYO 〜ENTER THE Jr.EXILE〜』          |
| 2019年7月3日   | 24WORLD                                         | GENERATIONS, THE RAMPAGE, FANTASTICS, BALLISTIK BOYZ from EXILE TRIBE 『BATTLE OF TOKYO 〜ENTER THE Jr.EXILE〜』          |
| 2021年1月1日   | WAY TO THE GLORY                                | EXILE TRIBE『RISING SUN TO THE WORLD』                                                                                    |
| 2021年6月23日  | VIVA LA EVOLUCION                               | GENERATIONS, THE RAMPAGE, FANTASTICS, BALLISTIK BOYZ from EXILE TRIBE 『BATTLE OF TOKYO TIME 4 Jr.EXILE』                 |
| 2021年6月23日  | UNTITLED FUTURE                                 | GENERATIONS, THE RAMPAGE, FANTASTICS, BALLISTIK BOYZ from EXILE TRIBE 『BATTLE OF TOKYO TIME 4 Jr.EXILE』                 |
| 2022年4月27日  | 金色のバトン                                    | Jr.EXILE『金色のバトン』                                                                                                  |
| 2022年12月28日 | We never die                                    | V.A.『HiGH&LOW THE WORST BEST ALBUM』                                                                                     |
| 2023年7月19日  | JIGGY PARADISE                                  | GENERATIONS, THE RAMPAGE, FANTASTICS, BALLISTIK BOYZ, PSYCHIC FEVER from EXILE TRIBE 『BATTLE OF TOKYO CODE OF Jr.EXILE』 |
| 2024年8月7日   | Icy Fire                                        | V.A.『BATTLE OF TOKYO Jr.EXILE vs NEO EXILE』                                                                             |
| 2024年8月7日   | 24karats -type Jr.EX-                           | V.A.『BATTLE OF TOKYO Jr.EXILE vs NEO EXILE』                                                                             |
| 2024年8月14日  | SURVIVE                                         | MA55IVE THE RAMPAGE『M5V』                                                                                                |
| 2024年9月27日  | AKANEGUMO                                       | EXILE TRIBE「AKANEGUMO」                                                                                                  |

### 映像作品
- BBZ EVOLUTION（2025年2月12日）

## タイアップ
| 曲名                                       | タイアップ                                                                                    | 収録作品                              |
| ------------------------------------------ | --------------------------------------------------------------------------------------------- | ------------------------------------- |
| テンハネ -1000％-                          | フジテレビ系ドラマ『小説王』主題歌                                                            | アルバム『BALLISTIK BOYZ』            |
| テンハネ -1000％-                          | テレビ東京系『JAPAN COUNTDOWN』2019年5月度オープニングテーマ                                  | アルバム『BALLISTIK BOYZ』            |
| テンハネ -1000％-                          | MUSIC ON! TV『ZOOM UP!』エンディングテーマ                                                    | アルバム『BALLISTIK BOYZ』            |
| PASION                                     | フジテレビ系ドラマ『小説王』エンディング                                                      | アルバム『BALLISTIK BOYZ』            |
| Make U a believer                          | テレビ朝日『フリースタイルダンジョン』エンディング曲                                          | アルバム『BALLISTIK BOYZ』            |
| 44RAIDERS                                  | テレビ東京系『JAPAN COUNTDOWN』2020年2月度オープニングテーマ                                  |                                       |
| ANTI-HERO'S                                | テレビ朝日『フリースタイルダンジョン』エンディング曲                                          |                                       |
| THE NEXT DOOR / PKCZ® feat. BALLISTIK BOYZ | 「CAPCOM Pro Tour Online 2021」公式テーマソング                                               |                                       |
| ラストダンスに BYE BYE                     | フジテレビ系『Love music』2022年5月度オープニングテーマ                                       |                                       |
| We never die                               | 映画『HiGH&LOW THE WORST X』劇中歌                                                            | V.A.『HiGH&LOW THE WORST BEST ALBUM』 |
| ドラマチックを残したい                     | 全国高等学校バスケットボール選手権大会『SoftBank ウインターカップ2022』 大会公式テーマソング  |                                       |
| In My Head                                 | 日本テレビ系列『それって!?実際どうなの課』（中京テレビ制作）2024年3月度エンディングテーマ     |                                       |
| God Mode                                   | アニメ『ぶっちぎり?!』シグマスクワッドチームソング                                            |                                       |
| Meant to be feat. F.HERO & BOOM BOOM CASH  | 日本テレビ『BALLI BALLI！ BALLISTIK BOYZ』テーマソング                                        |                                       |
| HIGHER EX                                  | 日本テレビ系『お笑い4コマパーティー ロロロロ』（中京テレビ制作）2024年6月度エンディングテーマ |                                       |
| HIGHER EX                                  | オーシャントリコ BARIKATA×BALLISTIK BOYZ コラボレーションCMソング                             |                                       |
| SAY IT                                     | 日本テレビ系『DayDay.』2025年1月度エンディングテーマ                                          |                                       |
| Get Wild                                   | 映画『サラリーマン金太郎』【暁】編 主題歌                                                     |                                       |
| 360°                                       | テレビ朝日 / TELASA『きみは面倒な婚約者』主題歌                                               |                                       |
| Stardust Forever                           | TOKYO FM 『JAPAN MOVE UP』2025年8月度マンスリーソング                                         |                                       |
| CRASH                                      | 新日本プロレス 『G1 CLIMAX 35』大会テーマ曲                                                   |                                       |

## ライブ・イベント

### 単独
- 2月14日：島根・島根県民会館 大ホール
- 2月16日：熊本・熊本城ホール
- 2月22日：群馬・ベイシア文化ホール

新型コロナウイルスによる政府の自粛要請に従い中止
- 9月26日：福井・フェニックス・プラザ 大ホール

- 3月21日：石川・金沢歌劇座
- 3月23日：群馬・ベイシア文化ホール
- 3月25日：埼玉・大宮ソニックシティ 大ホール
- 3月30日：山形・やまぎん県民ホール
- 4月01日：栃木・宇都宮市文化会館
- 4月03日：宮城・仙台サンプラザホール
- 4月06日：千葉・森のホール21
- 4月16日：愛知・名古屋国際会議場 センチュリーホール
- 4月19日：大阪・大阪国際会議場グランキューブ大阪 メインホール
- 4月21日：福岡・福岡サンパレス
- 4月27日：愛媛・松山市民会館
- 4月29日：京都・ロームシアター京都
- 4月30日：広島・上野学園ホール
- 6月17日：京都・ロームシアター京都（振替公演）
- 6月22日：東京・東京ガーデンシアター
- 8月13日：大阪・オリックス劇場
- 8月22日：愛知・名古屋国際会議場 センチュリーホール
- 9月02日：東京・立川ステージガーデン

BALLISTIK BOYZ LIVE TOUR 2021 "PASS THE MIC" 〜WAY TO THE GLORY〜
- 10月08日：京都・ロームシアター京都
- 10月12日：和歌山・和歌山県民文化会館 大ホール
- 10月13日：滋賀・滋賀県立芸術劇場 びわ湖ホール
- 10月20日：群馬・ベイシア文化ホール
- 10月22日：千葉・森のホール21
- 10月25日：神奈川・よこすか芸術劇場
- 10月27日：愛知・名古屋国際会議場 センチュリーホール
- 10月31日：岡山・倉敷市民会館
- 11月02日、11月03日：東京・LINE CUBE SHIBUYA
- 11月18日：兵庫・神戸国際会館 こくさいホール
- 11月20日：宮城・東京エレクトロンホール宮城
- 11月26日：福岡・福岡サンパレス
- 11月28日：山梨・YCC県民文化ホール
- 12月01日：大阪・大阪国際会議場グランキューブ大阪 メインホール
- 12月05日：東京・東京ガーデンシアター

- 4月21日：山梨・YCC県民文化ホール
- 4月25日：京都・ロームシアター京都
- 5月12日：千葉・森のホール21
- 5月14日：山口・周南市文化会館
- 5月16日、5月17日：愛知・名古屋国際会議場 センチュリーホール
- 5月21日：愛媛・松山市民会館
- 5月24日、5月25日：大阪・オリックス劇場
- 5月27日：福岡・福岡サンパレス
- 6月03日：神奈川・よこすか芸術劇場
- 6月07日：新潟・新潟県民会館
- 6月09日：石川・本多の森ホール
- 6月12日：広島・広島市文化交流会館
- 6月19日：宮城・東京エレクトロンホール宮城
- 6月30日：東京・東京ガーデンシアター

- 4月12日：岩手・トーサイクラシックホール岩手
- 4月14日：富山・オーバード・ホール 大ホール
- 4月20日：岡山・倉敷市民会館
- 4月26日：福岡・福岡サンパレス
- 5月11日：北海道・札幌文化芸術劇場 hitaru
- 5月17日：群馬・高崎芸術劇場 大劇場
- 5月22日：静岡・アクトシティ浜松 大ホール
- 5月26日：大阪・グランキューブ大阪
- 6月02日：東京・東京ガーデンシアター
- 6月28日：愛知・名古屋国際会議場 センチュリーホール
- 7月01日：茨城・水戸市民会館 グロービスホール
- 7月17日：京都・ロームシアター京都
- 7月19日：兵庫・神戸国際会館 こくさいホール

- 11月6日：東京・日本武道館

- 2月22日：台北・CLAPPER STUDIO

- 6月21日、6月22日：兵庫・ワールド記念ホール

BALLISTIK BOYZ LIVE TOUR 2025 "IMPACT" 〜ASIA〜
- 7月31日：千葉・森のホール21
- 8月08日：宮城・仙台サンプラザホール
- 8月15日：山梨・YCC県民文化ホール
- 8月20日：埼玉・大宮ソニックシティ 大ホール
- 8月24日：台北・Legacy Taipei
- 9月04日：愛知・Niterra日本特殊陶業市民会館 フォレストホール
- 9月12日：静岡・アクトシティ浜松 大ホール
- 9月15日：石川・本多の森北電ホール
- 9月21日：広島・広島文化学園HBGホール
- 9月28日：バンコク・Lido Connect Hall 2
- 10月26日：大阪・グランキューブ大阪
- 11月07日：福岡・福岡サンパレス

### 合同
- BATTLE OF TOKYO 〜ENTER THE Jr. EXILE〜（2019年7月4日 - 7月7日）
- LDH PERFECT YEAR 2020 COUNTDOWN LIVE 2019▶︎2020 "RISING"（2019年12月31日）
- EXILE TRIBE LIVE TOUR 2021 "RISING SUN TO THE WORLD"（2021年3月10日 - 6月28日）
- iCON Z 2022 〜Dreams For Children〜（2022年5月21日）[37]
- THE SURVIVAL 2022 〜BALLISTIK BOYZ vs MA55IVE〜 × PSYCHIC FEVER（2022年6月3日 - 7月12日）
- BATTLE OF TOKYO 〜TIME 4 Jr.EXILE〜（2022年7月21日 - 7月24日）
- Jr.EXILE LIVE-EXPO 2022（2022年12月31日）[38]
- BALLISTIK BOYZ VS PSYCHIC FEVER THE SURVIVAL 2023 THAILAND（2023年2月5日）
- BATTLE OF TOKYO 〜CODE OF Jr.EXILE〜（2023年7月21日 - 7月30日）
- LDH LIVE-EXPO 2023（2023年12月30日 - 12月31日）[39]
- BATTLE OF TOKYO 〜Jr.EXILE vs NEO EXILE〜（2024年8月10日 - 8月12日）[40]
- LDH LIVE-EXPO 2024 -EXILE TRIBE BEST HITS-（2024年10月26日 - 10月27日）[41]
- FINAL ROUND -LDH D.LEAGUER AUDITION-（2025年7月11日）[42]

### 配信
- LIVE×ONLINE IMAGINATION（2020年9月20日：ABEMA、以下同じ）[43]
- LIVE×ONLINE INFINITY "HALLOWEEN"（2020年10月30日）[44]
- LIVE×ONLINE BEYOND THE BORDER（2020年12月23日）[45]
- LIVE×ONLINE COUNTDOWN 2020▶︎2021 "RISING SUN TO THE WORLD"（2020年12月31日）[46]
- ABEMA×LDH ONLINE X'mas LIVE PARTY（2021年12月8日）[47]
- LIVE×ONLINE COUNTDOWN 2021▶︎2022（2021年12月31日）[48]
- BALLISTIK BOYZ オンライン限定ライブ〜Xmas Party with BALLY'S〜（2023年12月22日）[49]

### ファンクラブイベント
- BALLISTIK BOYZ FAN CLUB EVENT 2023 in JAPAN バリ学園 【授業参観】（2023年10月11日：Zepp Haneda）[50]
- BALLISTIK BOYZ FAN CLUB EVENT 2024 IN TOKYO「Together」（2024年11月26日：ヒューリックホール東京）[51]

### その他のイベント
- ABEMA×LDH 2021 スペシャルファンミーティング@EXILE TRIBE STATION in YOKOHAMA（2021年9月10日：山下埠頭内特設会場）[52]
- ABEMA×LDH BALLISTIK BOYZ SPECIAL FAN MEETING 2022（2022年8月1日：豊洲PIT）[53]
- BALLISTIK BOYZ 〜1st FAN MEETING IN TAIPEI〜「Together」（2024年6月23日：CLAPPER STUDIO）[54]
- BALLISTIK BOYZ FAN MEETING IN KUALA LUMPUR「Together」（2024年9月21日：Zepp Kuala Lumpur）[55]

### 参加
- EXILE LIVE TOUR 2025 "WHAT IS EXILE"（2025年6月1日）

## 出演

### テレビ番組
- 週刊EXILE（2018年 - 2021年、TBS）[56]
- BALLI BALLI! BALLISTIK BOYZ（2024年3月 - 4月、日本テレビ）[57]
- バリバリ! バンドやろうぜ!!（2025年7月 - 9月、日本テレビ）[58]

### 配信番組
- New School Breakin'（2022年10月 - 2023年3月、YouTube）[59]

### ラジオ
- BALLISTIK RADIO（2021年4月 - 、AuDee・InterFM897）[60]

### ゲーム
- キャラだん (2023年8月21日 - 2024年3月31日、iOS / Android、LDH DIGITAL)[61][62]

### その他
- 大阪・関西万博 スペシャルサポーター（2023年 - 2025年）[63]
- OCEAN TRICO バリカタシリーズ アンバサダー（2024年 - ）[64]

## 受賞
- MTV VMAJ 2019 Rising Star Award（2019年）[65]
- Thailand Digital Awards 2022「ASIA RISING STARS」賞（2022年）[66]
- Thailand – Japan Ambassador 2023（2023年）[67]

## 備考
BALLY'S (バリーズ)
BALLISTIK BOYZのファンネーム。2023年10月11日に発表された。